# 林士平
林士平（日语：／ Rin Shihei；1982年7月1日—），是日本的自由漫画编辑。法政大学国际文化学部畢業 。

## 經歷
林士平是在日臺灣人第二代，雙親都是臺灣人，後來归化日籍。林士平在东京出生、长大。幼年，是“Sunday之子”，但中學时期看同学们带来的漫画，也開始看不在《Sunday》連載的作品。
2006年，林士平加入集英社。他本來並非以漫畫編輯為志向，在收到感兴趣公司的內定後，选择其中薪水最高的公司，從而加入了集英社 。最初，他在《月刊少年Jump》工作 ，一年后成为了月刊少年漫画杂志《Jump SQ》創刊的第一批编辑之一。
2018年6月，从《Jump SQ》轉入少年Jump+编辑部 。目前，他負責《鏈鋸人》及少年Jump+的《SPYxFAMILY間諜家家酒》、《HEART GEAR》、《膽大黨》等作品。
2022年8月末，林士平退出集英社，成為自由漫畫編輯，並繼續擔任原負責作品的編輯。
已婚並育有一子一女。

## 负责作品一览
负责《鏈锯人》、《HEART GEAR》、《膽大黨》、《隨神之側》。
过往協助出道作品有《青之驱魔师》、《一弦定音》、《炎拳》、《怪物事變》、《左撇子艾伦》、《地狱乐》、《帥氣可愛宣言！》、《窮神》、《Moon Land》  、《米澤老師》、《闇黑燈火》、《終極婚約》和《她他》 。
曾經負責過作品有《BLUE DRAGON ST》、《TISTA異瞳槍手》、《月華美刃》、《终末的后宫》、《Mr.Clice》 、《妄想兔女郎》、《搞笑漫畫日和》、《黑手黨魔王》 。

## 脚注
1. ↑  .   [2022年4月22日]. （原始内容存档于2022年5月29日）.
2. ↑  .   [2022年4月22日]. （原始内容存档于2022年3月24日）.
3. 1 2  jumprookie. . 運営からのお知らせ - ジャンプルーキー！. 2018-09-06  [2022-04-22]. （原始内容存档于2022-06-09） （日语）.
4. 1 2  .   [2021-03-08]. （原始内容存档于2021-11-10）.
5. ↑  .   [2021-04-27]. （原始内容存档于2020-09-26）.
6. ↑  . X（前Twitter）. “2024-09-28”  [2024-09-29]. （原始内容存档于2024-10-03） （日语）.
7. ↑  .   [2022年4月22日]. （原始内容存档于2022年4月22日）.
8. ↑  .   [2021-11-27]. （原始内容存档于2022-05-19） （日语）.
9. ↑  . Instagram. “2024-09-12” （日语）.
10. ↑  .   [2022-04-22]. （原始内容存档于2022-04-22）.
11. ↑  .   [2021-04-27]. （原始内容存档于2021-04-29）.
12. ↑  jumprookie. . 運営からのお知らせ - ジャンプルーキー！. 2020-07-02  [2021-10-09]. （原始内容存档于2020-07-02） （日语）.
13. ↑  .   [2021-03-08]. （原始内容存档于2022-03-16）.
14. ↑  . コミックナタリー (ナターシャ). 2016-04-07  [2021-04-27]. （原始内容存档于2022-04-22）.
15. ↑  .   [2022-04-22]. （原始内容存档于2021-12-02）.
16. ↑  『FANTASMA』1～3巻 巻末より